# 迪亞馬雷州

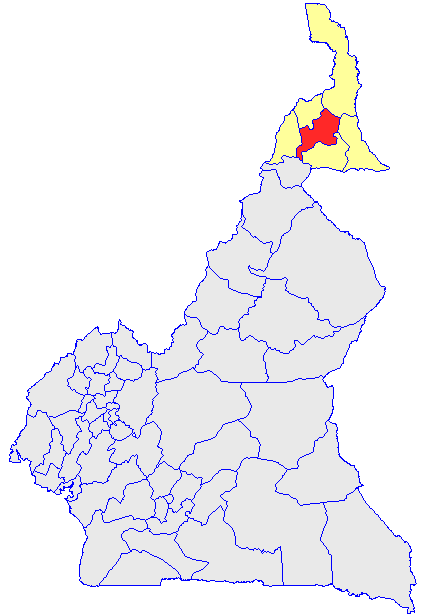

迪亞馬雷州（法語：Diamaré），是喀麥隆的58個州份之一，位於該國北部，由極北區負責管轄，西面是馬約-扎納加州，面積4,665平方公里，2005年人口642,227，人口密度每平方公里137.7人。